# Polystepha pustuloides
Polystepha pustuloides är en tvåvingeart som först beskrevs av Beutenmuller 1907.  Polystepha pustuloides ingår i släktet Polystepha och familjen gallmyggor. Inga underarter finns listade i Catalogue of Life.